# Stauren (Antarktika)
Der Stauren (norwegisch für Pfosten) ist ein Berg im ostantarktischen Königin-Maud-Land. Im Mühlig-Hofmann-Gebirge ragt er aus dem Gebirgskamm Staurneset auf.
Norwegische Kartographen, die ihn auch benannten, kartierten ihn anhand von Luftaufnahmen und Vermessungen der Dritten Norwegischen Antarktisexpedition (1956–1960).